# Tia Huttunen
Tia Huttunen (Helsinki, 27 luglio 1968) è un'ex cestista finlandese.

## Carriera
Con la Finlandia ha disputato i Campionati europei del 1987.